# Bundesbehörde (Deutschland)
Bundesbehörden sind in Deutschland Behörden des Bundes. Sie nehmen Aufgaben der bundeseigenen Verwaltung in Deutschland wahr. Zu den Bundesbehörden zählen die nicht rechtsfähigen Behörden der unmittelbaren Staatsverwaltung sowie voll-, teil- oder nichtrechtsfähige Anstalten, Körperschaften und Stiftungen der mittelbaren Staatsverwaltung. Einige sogenannte Bundesanstalten sind, entgegen ihrem Namen, keine Anstalten des öffentlichen Rechts (siehe Bundesanstalt). Keine Bundesbehörden sind die militärischen Dienststellen der Streitkräfte. Sie nehmen keine Aufgaben der öffentlichen Verwaltung wahr und fallen daher nicht unter den Behördenbegriff.
Bundesbehörden lassen sich nach ihrer hierarchischen Stellung wie folgt einteilen:
- Oberste Bundesbehörden
- Bundesoberbehörden (auch Obere Bundesbehörden genannt)
- Bundesmittelbehörden
- Bundesunterbehörden (auch Ortsbehörden genannt)

## Rechtsgrundlage
Grundsätzlich führen die Länder die Bundesgesetze als eigene Angelegenheit aus (Art. 83 GG). Auch wenn die Länder die Bundesgesetze im Auftrag des Bundes ausführen, bleibt die Errichtung der Behörden grundsätzlich ihre Angelegenheit (Art. 85 Abs. 1 GG). Für Angelegenheiten, für die dem Bund die Gesetzgebung zusteht (Art. 73 und Art. 74 GG), können selbständige Bundesoberbehörden und neue bundesunmittelbare Körperschaften und Anstalten des öffentlichen Rechtes durch Bundesgesetz errichtet werden (Art. 87 Abs. 3 S. 1 GG).
Erwachsen dem Bund auf Gebieten, für die ihm die Gesetzgebung zusteht, neue Aufgaben, so können bei dringendem Bedarf bundeseigene Mittel- und Unterbehörden mit Zustimmung des Bundesrates und der Mehrheit der Mitglieder des Bundestages errichtet werden (Art. 87 Abs. 3 S. 2 GG). Aufgrund dieses dringenden Bedarfs wurde bislang keine Bundesbehörde errichtet.
In bundeseigener Verwaltung mit eigenem Verwaltungsunterbau werden geführt der Auswärtige Dienst, die Bundesfinanzverwaltung und die Verwaltung der Bundeswasserstraßen und der Schifffahrt (Art. 87 Art. 1 S. 1 GG). Durch Bundesgesetz können Bundesgrenzschutzbehörden, Zentralstellen für das polizeiliche Auskunfts- und Nachrichtenwesen, für die Kriminalpolizei und zur Sammlung von Unterlagen für Zwecke des Verfassungsschutzes und des Schutzes gegen Bestrebungen im Bundesgebiet, die durch Anwendung von Gewalt oder darauf gerichtete Vorbereitungshandlungen auswärtige Belange der Bundesrepublik Deutschland gefährden, eingerichtet werden (Art. 87 Abs. 1 S. 2 GG). Des Weiteren werden die Bundeswehrverwaltung (Art. 87b Abs. 1 S. 1 GG), die Luftverkehrsverwaltung (Art. 87b Abs. 1 S. 1 GG), die Eisenbahnverkehrsverwaltung für Eisenbahnen des Bundes (Art. 87e Abs. 1 S. 1 GG), Hoheitsaufgaben im Bereich des Postwesens und der Telekommunikation (Art. 87f Abs. 1 S. 1 GG) sowie die Verwaltung der Bundesautobahnen (Art. 87b Abs. 1 S. 1 GG) in Bundesverwaltung geführt bzw. ausgeführt, die Bundeswehrverwaltung mit eigenem Verwaltungsunterbau.
Als bundesunmittelbare Körperschaften des öffentlichen Rechtes werden diejenigen Sozialversicherungsträger geführt, deren Zuständigkeitsbereich sich über das Gebiet eines Landes, aber nicht über mehr als drei Länder, hinaus erstreckt (Art. 87 Abs. 2 GG).

## Oberste Bundesbehörden
Die Obersten Bundesbehörden üben die Aufsicht über die nichtrechtsfähigen Bundesoberbehörden (in der Regel Fach- und Dienstaufsicht) sowie über rechtsfähige Körperschaften, Anstalten und Stiftungen des öffentlichen Rechts (in der Regel Rechtsaufsicht) aus. Die örtliche Zuständigkeit der Obersten Bundesbehörden erstreckt sich grundsätzlich auf das gesamte Bundesgebiet. Die 31 Obersten Bundesbehörden sind:
| Kürzel | Name                                                                            | Erster Dienstsitz  | Zweiter Dienstsitz |
| ------ | ------------------------------------------------------------------------------- | ------------------ | ------------------ |
| BPrA   | Bundespräsidialamt                                                              | Berlin             | Bonn               |
| BT     | Verwaltung des Deutschen Bundestages                                            | Berlin             | –                  |
| BR     | Sekretariat des Bundesrates                                                     | Berlin             | Bonn               |
| BVerfG | Bundesverfassungsgericht (soweit als Behörde tätig)                             | Karlsruhe          | –                  |
| BRH    | Bundesrechnungshof                                                              | Bonn               | –                  |
| BKAmt  | Bundeskanzleramt                                                                | Berlin             | Bonn               |
| BKM    | Beauftragter der Bundesregierung für Kultur und Medien                          | Bonn               | Berlin             |
| BPA    | Presse- und Informationsamt der Bundesregierung                                 | Berlin             | Bonn               |
| BMWE   | Bundesministerium für Wirtschaft und Energie                                    | Berlin             | Bonn               |
| BMF    | Bundesministerium der Finanzen                                                  | Berlin             | Bonn               |
| BMI    | Bundesministerium des Innern                                                    | Berlin             | Bonn               |
| AA     | Auswärtiges Amt                                                                 | Berlin             | Bonn               |
| BMJV   | Bundesministerium der Justiz und für Verbraucherschutz                          | Berlin             | Bonn               |
| BMAS   | Bundesministerium für Arbeit und Soziales                                       | Berlin             | Bonn               |
| BMVg   | Bundesministerium der Verteidigung                                              | Bonn               | Berlin             |
| BMLEH  | Bundesministerium für Landwirtschaft, Ernährung und Heimat                      | Bonn               | Berlin             |
| BMDS   | Bundesministerium für Digitales und Staatsmodernisierung                        |                    |                    |
| BMFSFJ | Bundesministerium für Familie, Senioren, Frauen und Jugend                      | Berlin             | Bonn               |
| BMG    | Bundesministerium für Gesundheit                                                | Bonn               | Berlin             |
| BMV    | Bundesministerium für Verkehr                                                   | Berlin             | Bonn               |
| BMUKN  | Bundesministerium für Umwelt, Klimaschutz, Naturschutz und nukleare Sicherheit  | Bonn               | Berlin             |
| BMFTR  | Bundesministerium für Forschung, Technologie und Raumfahrt                      | Bonn               | Berlin             |
| BMZ    | Bundesministerium für wirtschaftliche Zusammenarbeit und Entwicklung            | Bonn               | Berlin             |
| BMWSB  | Bundesministerium für Wohnen, Stadtentwicklung und Bauwesen                     | Berlin             | Bonn               |
| BBk    | Zentrale der Deutschen Bundesbank (einer obersten Bundesbehörde gleichgestellt) | Frankfurt am Main  | –                  |
| BfDI   | Bundesbeauftragter für den Datenschutz und die Informationsfreiheit             | Bonn               | –                  |
| BGH    | Bundesgerichtshof (soweit als Behörde tätig)                                    | Karlsruhe          | Leipzig            |
| BAG    | Bundesarbeitsgericht (soweit als Behörde tätig)                                 | Erfurt             | –                  |
| BFH    | Bundesfinanzhof (soweit als Behörde tätig)                                      | München            | –                  |
| BSG    | Bundessozialgericht (soweit als Behörde tätig)                                  | Kassel             | –                  |
| BVerwG | Bundesverwaltungsgericht (soweit als Behörde tätig)                             | Leipzig            | –                  |
| UKRat  | Unabhängiger Kontrollrat                                                        | Berlin und Pullach | Berlin und Pullach |

## Bundesoberbehörden
Bundesoberbehörden sind einer Obersten Bundesbehörde unmittelbar nachgeordnet und nicht rechtsfähig. Sie befinden sich in der Regel im nachgeordneten Geschäftsbereich eines Bundesministeriums. Örtlich sind sie grundsätzlich für das gesamte Bundesgebiet zuständig. Bundesoberbehörden sind auch bundesunmittelbare nicht rechtsfähige Anstalten des öffentlichen Rechts. Die Bundesoberbehörden sind:
| Kürzel        | Name                                                                                                   | Aufsichtsbehörde                                                                     | Hauptsitz                | Land                                |
| ------------- | --- | ------------------------------------------------------------------------------------ | ------------------------ | ----------------------------------- |
| BiZBw         | Bildungszentrum der Bundeswehr                                                                         | Bundesministerium der Verteidigung                                                   | Mannheim                 | Baden-Württemberg                   |
| BAA           | Bundesausgleichsamt                                                                                    | Bundesministerium des Innern                                                         | Bad Homburg vor der Höhe | Hessen                              |
| BAAINBw       | Bundesamt für Ausrüstung, Informationstechnik und Nutzung der Bundeswehr                               | Bundesministerium der Verteidigung                                                   | Koblenz                  | Rheinland-Pfalz                     |
| BfAA          | Bundesamt für Auswärtige Angelegenheiten                                                               | Auswärtiges Amt                                                                      | Brandenburg an der Havel | Brandenburg                         |
| BAFA          | Bundesamt für Wirtschaft und Ausfuhrkontrolle                                                          | Bundesministerium für Wirtschaft und Klimaschutz                                     | Eschborn                 | Hessen                              |
| BAFzA         | Bundesamt für Familie und zivilgesellschaftliche Aufgaben                                              | Bundesministerium für Familie, Senioren, Frauen und Jugend                           | Köln                     | Nordrhein-Westfalen                 |
| BALM          | Bundesamt für Logistik und Mobilität                                                                   | Bundesministerium für Digitales und Verkehr                                          | Köln                     | Nordrhein-Westfalen                 |
| BAIUDBw       | Bundesamt für Infrastruktur, Umweltschutz und Dienstleistungen der Bundeswehr                          | Bundesministerium der Verteidigung                                                   | Bonn                     | Nordrhein-Westfalen                 |
| BAMF          | Bundesamt für Migration und Flüchtlinge                                                                | Bundesministerium des Innern                                                         | Nürnberg                 | Bayern                              |
| BAR           | Bundesamt für äußere Restitutionen                                                                     | Beauftragter der Bundesregierung für Kultur und Medien                               | Koblenz                  | Rheinland-Pfalz                     |
| BArch         | Bundesarchiv                                                                                           | Beauftragter der Bundesregierung für Kultur und Medien                               | Koblenz                  | Rheinland-Pfalz                     |
| BADV          | Bundesamt für zentrale Dienste und offene Vermögensfragen                                              | Bundesministerium des Innern                                                         | Berlin                   | Berlin                              |
| BAPersBw      | Bundesamt für das Personalmanagement der Bundeswehr                                                    | Bundesministerium der Verteidigung                                                   | Köln                     | Nordrhein-Westfalen                 |
| BAV           | Bundesanstalt für Verwaltungsdienstleistungen                                                          | Bundesministerium für Digitales und Verkehr                                          | Aurich                   | Niedersachsen                       |
| BBK           | Bundesamt für Bevölkerungsschutz und Katastrophenhilfe                                                 | Bundesministerium des Innern                                                         | Bonn                     | Nordrhein-Westfalen                 |
| BBR           | Bundesamt für Bauwesen und Raumordnung                                                                 | Bundesministerium für Wohnen, Stadtentwicklung und Bauwesen                          | Bonn                     | Nordrhein-Westfalen                 |
| BeschA        | Beschaffungsamt des Bundesministeriums des Innern                                                      | Bundesministerium des Innern                                                         | Bonn                     | Nordrhein-Westfalen                 |
| BfArM         | Bundesinstitut für Arzneimittel und Medizinprodukte                                                    | Bundesministerium für Gesundheit                                                     | Bonn                     | Nordrhein-Westfalen                 |
| BEU           | Bundesstelle für Eisenbahnunfalluntersuchung                                                           | Bundesministerium für Digitales und Verkehr                                          | Bonn                     | Nordrhein-Westfalen                 |
| BASE          | Bundesamt für die Sicherheit der nuklearen Entsorgung                                                  | Bundesministerium für Umwelt, Naturschutz, nukleare Sicherheit und Verbraucherschutz | Berlin (vorläufig)       | Berlin (vorläufig)                  |
| BfN           | Bundesamt für Naturschutz                                                                              | Bundesministerium für Umwelt, Naturschutz, nukleare Sicherheit und Verbraucherschutz | Bonn                     | Nordrhein-Westfalen                 |
| BfS           | Bundesamt für Strahlenschutz                                                                           | Bundesministerium für Umwelt, Naturschutz, nukleare Sicherheit und Verbraucherschutz | Salzgitter               | Niedersachsen                       |
| BFU           | Bundesstelle für Flugunfalluntersuchung                                                                | Bundesministerium für Digitales und Verkehr                                          | Braunschweig             | Niedersachsen                       |
| BAF           | Bundesaufsichtsamt für Flugsicherung                                                                   | Bundesministerium für Digitales und Verkehr                                          | Langen                   | Hessen                              |
| BfV           | Bundesamt für Verfassungsschutz                                                                        | Bundesministerium des Innern                                                         | Köln                     | Nordrhein-Westfalen                 |
| BfJ           | Bundesamt für Justiz                                                                                   | Bundesministerium der Justiz                                                         | Bonn                     | Nordrhein-Westfalen                 |
| BIÖG          | Bundesinstitut für Öffentliche Gesundheit                                                              | Bundesministerium für Gesundheit                                                     | Köln                     | Nordrhein-Westfalen                 |
| BKA           | Bundeskriminalamt                                                                                      | Bundesministerium des Innern                                                         | Wiesbaden                | Hessen                              |
| BKG           | Bundesamt für Kartographie und Geodäsie                                                                | Bundesministerium des Innern                                                         | Frankfurt am Main        | Hessen                              |
| BKGE          | Bundesinstitut für Kultur und Geschichte der Deutschen im östlichen Europa                             | Beauftragter der Bundesregierung für Kultur und Medien                               | Oldenburg                | Niedersachsen                       |
| BND           | Bundesnachrichtendienst                                                                                | Bundeskanzleramt                                                                     | Berlin                   | Berlin                              |
| BPOLP         | Bundespolizeipräsidium                                                                                 | Bundesministerium des Innern                                                         | Potsdam                  | Brandenburg                         |
| BSI           | Bundesamt für Sicherheit in der Informationstechnik                                                    | Bundesministerium des Innern                                                         | Bonn                     | Nordrhein-Westfalen                 |
| BSH           | Bundesamt für Seeschifffahrt und Hydrographie                                                          | Bundesministerium für Digitales und Verkehr                                          | Hamburg und Rostock      | Hamburg bzw. Mecklenburg-Vorpommern |
| BSU           | Bundesstelle für Seeunfalluntersuchung                                                                 | Bundesministerium für Digitales und Verkehr                                          | Hamburg                  | Hamburg                             |
| BKartA        | Bundeskartellamt                                                                                       | Bundesministerium für Wirtschaft und Klimaschutz                                     | Bonn                     | Nordrhein-Westfalen                 |
| BzKJ          | Bundeszentrale für Kinder- und Jugendmedienschutz                                                      | Bundesministerium für Familie, Senioren, Frauen und Jugend                           | Bonn                     | Nordrhein-Westfalen                 |
| BSA           | Bundessortenamt                                                                                        | Bundesministerium für Ernährung und Landwirtschaft                                   | Hannover                 | Niedersachsen                       |
| BSprA         | Bundessprachenamt                                                                                      | Bundesministerium der Verteidigung                                                   | Hürth                    | Nordrhein-Westfalen                 |
| BAS           | Bundesamt für Soziale Sicherung                                                                        | Bundesministerium für Arbeit und Soziales, Bundesministerium für Gesundheit          | Bonn                     | Nordrhein-Westfalen                 |
| BVA           | Bundesverwaltungsamt                                                                                   | Bundesministerium des Innern und für Heimat                                          | Köln                     | Nordrhein-Westfalen                 |
| BVL           | Bundesamt für Verbraucherschutz und Lebensmittelsicherheit                                             | Bundesministerium für Ernährung und Landwirtschaft                                   | Braunschweig             | Niedersachsen                       |
| BZSt          | Bundeszentralamt für Steuern                                                                           | Bundesministerium der Finanzen                                                       | Bonn                     | Nordrhein-Westfalen                 |
| DPMA          | Deutsches Patent- und Markenamt                                                                        | Bundesministerium der Justiz                                                         | München                  | Bayern                              |
| EBA           | Eisenbahn-Bundesamt                                                                                    | Bundesministerium für Digitales und Verkehr                                          | Bonn                     | Nordrhein-Westfalen                 |
| EKA           | Evangelisches Kirchenamt für die Bundeswehr                                                            | Bundesministerium der Verteidigung                                                   | Berlin                   | Berlin                              |
| FBA           | Fernstraßen-Bundesamt                                                                                  | Bundesministerium für Digitales und Verkehr                                          | Leipzig                  | Sachsen                             |
| MRB           | Militärrabbinat                                                                                        | Bundesministerium der Verteidigung                                                   | Berlin                   | Berlin                              |
| GZD           | Generalzolldirektion                                                                                   | Bundesministerium der Finanzen                                                       | Bonn                     | Nordrhein-Westfalen                 |
| HSU/UniBw H   | Helmut-Schmidt-Universität/Universität der Bundeswehr Hamburg                                          | Bundesministerium der Verteidigung                                                   | Hamburg                  | Hamburg                             |
| ITZBund       | Informationstechnikzentrum Bund                                                                        | Bundesministerium der Finanzen                                                       | Bonn                     | Nordrhein-Westfalen                 |
| KMBA          | Katholisches Militärbischofsamt                                                                        | Bundesministerium der Verteidigung                                                   | Berlin                   | Berlin                              |
| KBA           | Kraftfahrt-Bundesamt                                                                                   | Bundesministerium für Digitales und Verkehr                                          | Flensburg                | Schleswig-Holstein                  |
| LBA           | Luftfahrt-Bundesamt                                                                                    | Bundesministerium für Digitales und Verkehr                                          | Braunschweig             | Niedersachsen                       |
| LufABw        | Luftfahrtamt der Bundeswehr                                                                            | Bundesministerium der Verteidigung                                                   | Köln                     | Nordrhein-Westfalen                 |
| BAMAD         | Bundesamt für den Militärischen Abschirmdienst                                                         | Bundesministerium der Verteidigung                                                   | Köln                     | Nordrhein-Westfalen                 |
| PlgABw        | Planungsamt der Bundeswehr                                                                             | Bundesministerium der Verteidigung                                                   | Berlin                   | Berlin                              |
| BNetzA        | Bundesnetzagentur für Elektrizität, Gas, Telekommunikation, Post und Eisenbahnen                       | Bundesministerium für Wirtschaft und Klimaschutz                                     | Bonn                     | Nordrhein-Westfalen                 |
| StBA/Destatis | Statistisches Bundesamt                                                                                | Bundesministerium des Innern                                                         | Wiesbaden                | Hessen                              |
| UBA           | Umweltbundesamt                                                                                        | Bundesministerium für Umwelt, Naturschutz, nukleare Sicherheit und Verbraucherschutz | Dessau-Roßlau            | Sachsen-Anhalt                      |
| UniBw M       | Universität der Bundeswehr München                                                                     | Bundesministerium der Verteidigung                                                   | München                  | Bayern                              |
| ZKA           | Zollkriminalamt (als Direktion VIII der Generalzolldirektion)                                          | Bundesministerium der Finanzen                                                       | Köln                     | Nordrhein-Westfalen                 |
| BAM           | Bundesanstalt für Materialforschung und -prüfung                                                       | Bundesministerium für Wirtschaft und Klimaschutz                                     | Berlin                   | Berlin                              |
| BASt          | Bundesanstalt für Straßenwesen                                                                         | Bundesministerium für Digitales und Verkehr                                          | Bergisch Gladbach        | Nordrhein-Westfalen                 |
| BAuA          | Bundesanstalt für Arbeitsschutz und Arbeitsmedizin                                                     | Bundesministerium für Arbeit und Soziales                                            | Dortmund                 | Nordrhein-Westfalen                 |
| BAW           | Bundesanstalt für Wasserbau                                                                            | Bundesministerium für Digitales und Verkehr                                          | Karlsruhe                | Baden-Württemberg                   |
| BfG           | Bundesanstalt für Gewässerkunde                                                                        | Bundesministerium für Digitales und Verkehr                                          | Koblenz                  | Rheinland-Pfalz                     |
| BGR           | Bundesanstalt für Geowissenschaften und Rohstoffe                                                      | Bundesministerium für Wirtschaft und Klimaschutz                                     | Hannover                 | Niedersachsen                       |
| BiB           | Bundesinstitut für Bevölkerungsforschung                                                               | Bundesministerium des Innern                                                         | Wiesbaden                | Hessen                              |
| BISp          | Bundesinstitut für Sportwissenschaft                                                                   | Bundesministerium des Innern                                                         | Bonn                     | Nordrhein-Westfalen                 |
| bpb           | Bundeszentrale für politische Bildung                                                                  | Bundesministerium des Innern                                                         | Bonn                     | Nordrhein-Westfalen                 |
| PTB           | Physikalisch-Technische Bundesanstalt                                                                  | Bundesministerium für Wirtschaft und Klimaschutz                                     | Braunschweig             | Niedersachsen                       |
| FLI           | Friedrich-Loeffler-Institut – Bundesforschungsinstitut für Tiergesundheit                              | Bundesministerium für Ernährung und Landwirtschaft                                   | Greifswald – Insel Riems | Mecklenburg-Vorpommern              |
| JKI           | Julius Kühn-Institut – Bundesforschungsinstitut für Kulturpflanzen                                     | Bundesministerium für Ernährung und Landwirtschaft                                   | Quedlinburg              | Sachsen-Anhalt                      |
| MRI           | Max Rubner-Institut – Bundesforschungsinstitut für Ernährung und Lebensmittel                          | Bundesministerium für Ernährung und Landwirtschaft                                   | Karlsruhe                | Baden-Württemberg                   |
| PEI           | Paul-Ehrlich-Institut – Bundesinstitut für Impfstoffe und biomedizinische Arzneimittel                 | Bundesministerium für Gesundheit                                                     | Langen                   | Hessen                              |
| RKI           | Robert Koch-Institut – Bundesinstitut für Infektionskrankheiten und nicht übertragbare Krankheiten     | Bundesministerium für Gesundheit                                                     | Berlin                   | Berlin                              |
| TI            | Johann Heinrich von Thünen-Institut – Bundesforschungsinstitut für Ländliche Räume, Wald und Fischerei | Bundesministerium für Ernährung und Landwirtschaft                                   | Braunschweig             | Niedersachsen                       |
| THW           | Bundesanstalt Technisches Hilfswerk                                                                    | Bundesministerium des Innern                                                         | Bonn                     | Nordrhein-Westfalen                 |
| ZITiS         | Zentrale Stelle für Informationstechnik im Sicherheitsbereich                                          | Bundesministerium des Innern                                                         | München                  | Bayern                              |

## Bundesmittel- und Bundesunterbehörden
Bundesmittelbehörden sind nur in den Bereichen eingerichtet, wo der Bund über einen eigenen Verwaltungsunterbau verfügt. Sie sind grundsätzlich einer Obersten Bundesbehörde nachgeordnet und örtlich oft nur für einen Teil des Bundesgebietes zuständig. Ihnen können Bundesunterbehörden (Ortsbehörden) nachgeordnet sein. Die örtliche Zuständigkeit der Bundesunterbehörden ist in der Regel auf ein kleineres Gebiet beschränkt. Bundespolizeibehörden sind die elf Bundespolizeidirektionen als Unterbehörden und die Bundespolizeiakademie (§ 57 Abs. 2 BPolG).
| Kürzel          | Name | Übergeordnet                                                                  |
| --------------- | --- | ----------------------------------------------------------------------------- |
| BPOLAK          | Bundespolizeiakademie (Lübeck)                                                                             | Bundespolizeipräsidium                                                        |
| BPOLD BBS       | Bundespolizeidirektion Bad Bramstedt                                                                       | Bundespolizeipräsidium                                                        |
| BPOLD H         | Bundespolizeidirektion Hannover                                                                            | Bundespolizeipräsidium                                                        |
| BPOLD STA       | Bundespolizeidirektion Sankt Augustin                                                                      | Bundespolizeipräsidium                                                        |
| BPOLD KO        | Bundespolizeidirektion Koblenz                                                                             | Bundespolizeipräsidium                                                        |
| BPOLD S         | Bundespolizeidirektion Stuttgart                                                                           | Bundespolizeipräsidium                                                        |
| BPOLD M         | Bundespolizeidirektion München                                                                             | Bundespolizeipräsidium                                                        |
| BPOLD PIR       | Bundespolizeidirektion Pirna                                                                               | Bundespolizeipräsidium                                                        |
| BPOLD B         | Bundespolizeidirektion Berlin                                                                              | Bundespolizeipräsidium                                                        |
| BPOLD FRA       | Bundespolizeidirektion Flughafen Frankfurt am Main                                                         | Bundespolizeipräsidium                                                        |
| BPOLD BP        | Direktion Bundesbereitschaftspolizei (Fuldatal)                                                            | Bundespolizeipräsidium                                                        |
| BPOLD 11        | Bundespolizeidirektion 11 (Berlin)                                                                         | Bundespolizeipräsidium                                                        |
| BPOLI           | 78 Bundespolizeiinspektionen (keine eigene Behörde)                                                        | 9 lokale Bundespolizeidirektionen                                             |
| BPOLR           | 143 Bundespolizeireviere (keine eigene Behörde)                                                            | 78 Bundespolizeiinspektionen (keine eigene Behörde)                           |
| BwDLZ           | Bundeswehr-Dienstleistungszentren                                                                          | Bundesamt für Infrastruktur, Umweltschutz und Dienstleistungen der Bundeswehr |
| BwVSt           | Bundeswehrverwaltungsstellen im Ausland                                                                    | Bundesamt für Infrastruktur, Umweltschutz und Dienstleistungen der Bundeswehr |
| EMilD           | Evangelische Militärdekanate                                                                               | Evangelisches Kirchenamt für die Bundeswehr                                   |
| EMilPfA         | Evangelische Militärpfarrämter                                                                             | Evangelische Militärdekanate                                                  |
| VpflABw         | Verpflegungsamt der Bundeswehr (Oldenburg)                                                                 | Bundesamt für Infrastruktur, Umweltschutz und Dienstleistungen der Bundeswehr |
| BrdSchABw       | Brandschutzamt der Bundeswehr (Sonthofen)                                                                  | Bundesamt für Infrastruktur, Umweltschutz und Dienstleistungen der Bundeswehr |
| WTD 41          | Wehrtechnische Dienststelle für landgebundene Fahrzeugsysteme, Pionier- und Truppentechnik (Trier)         | Bundesamt für Ausrüstung, Informationstechnik und Nutzung der Bundeswehr      |
| WTD 52          | Wehrtechnische Dienststelle für Schutz- und Sondertechnik (Oberjettenberg)                                 | Bundesamt für Ausrüstung, Informationstechnik und Nutzung der Bundeswehr      |
| WTD 61          | Wehrtechnische Dienststelle für Luftfahrzeuge und Luftfahrtgerät der Bundeswehr (Manching)                 | Bundesamt für Ausrüstung, Informationstechnik und Nutzung der Bundeswehr      |
| WTD 71          | Wehrtechnische Dienststelle für Schiffe und Marinewaffen, Maritime Technologie und Forschung (Eckernförde) | Bundesamt für Ausrüstung, Informationstechnik und Nutzung der Bundeswehr      |
| WTD 81          | Wehrtechnische Dienststelle für Informationstechnologie und Elektronik (Greding)                           | Bundesamt für Ausrüstung, Informationstechnik und Nutzung der Bundeswehr      |
| WTD 91          | Wehrtechnische Dienststelle für Waffen und Munition (Meppen)                                               | Bundesamt für Ausrüstung, Informationstechnik und Nutzung der Bundeswehr      |
| WIS             | Wehrwissenschaftliches Institut für Schutztechnologien – ABC-Schutz (Munster)                              | Bundesamt für Ausrüstung, Informationstechnik und Nutzung der Bundeswehr      |
| WIWeB           | Wehrwissenschaftliches Institut für Werk- und Betriebsstoffe (Erding)                                      | Bundesamt für Ausrüstung, Informationstechnik und Nutzung der Bundeswehr      |
| MArs            | Marinearsenal (Wilhelmshaven)                                                                              | Bundesamt für Ausrüstung, Informationstechnik und Nutzung der Bundeswehr      |
| DtVStRü USA/CAN | Deutsche Verbindungsstelle des Rüstungsbereiches USA/Kanada (Reston)                                       | Bundesamt für Ausrüstung, Informationstechnik und Nutzung der Bundeswehr      |
| ASBw            | Auslandsschulen der Bundeswehr                                                                             | Bildungszentrum der Bundeswehr                                                |
| BwFachS         | Bundeswehrfachschulen                                                                                      | Bildungszentrum der Bundeswehr                                                |
| KarrCBw         | Karrierecentren der Bundeswehr                                                                             | Bundesamt für das Personalmanagement der Bundeswehr                           |
| HZA             | 41 Hauptzollämter                                                                                          | Generalzolldirektion                                                          |
| GDWS            | Generaldirektion Wasserstraßen und Schifffahrt                                                             | Bundesministerium für Verkehr und digitale Infrastruktur                      |
| WNA             | 8 Wasserstraßen-Neubauämter                                                                                | Generaldirektion Wasserstraßen und Schifffahrt                                |
| WSA             | 17 Wasserstraßen- und Schifffahrtsämter                                                                    | Generaldirektion Wasserstraßen und Schifffahrt                                |
| ReeZ WSV        | Reedereizentrum der Wasserstraßen- und Schifffahrtsverwaltung                                              | Generaldirektion Wasserstraßen und Schifffahrt                                |
| ZA              | 247 Zollämter (keine eigene Behörde)                                                                       | 41 Hauptzollämter                                                             |
| ZFA             | 8 Zollfahndungsämter (mit 30 Außenstellen)                                                                 | Generalzolldirektion                                                          |

## Bundesanstalten
Rechtsfähige und teilrechtsfähige Bundesanstalten sind:
| Kürzel  | Name                                                                                      | Aufsichtsbehörde                                                                   | Hauptsitz                  | Land                        |
| ------- | ----------------------------------------------------------------------------------------- | ---------------------------------------------------------------------------------- | -------------------------- | --------------------------- |
| BaFin   | Bundesanstalt für Finanzdienstleistungsaufsicht                                           | Bundesministerium der Finanzen                                                     | Bonn, Frankfurt am Main    | Nordrhein-Westfalen, Hessen |
| BAnstPT | Bundesanstalt für Post und Telekommunikation Deutsche Bundespost                          | Bundesministerium der Finanzen                                                     | Bonn                       | Nordrhein-Westfalen         |
| BDBOS   | Bundesanstalt für den Digitalfunk der Behörden und Organisationen mit Sicherheitsaufgaben | Bundesministerium des Innern und für Heimat                                        | Berlin                     | Berlin                      |
| BfR     | Bundesinstitut für Risikobewertung                                                        | Bundesministerium für Ernährung und Landwirtschaft                                 | Berlin                     | Berlin                      |
| BIBB    | Bundesinstitut für Berufsbildung                                                          | Bundesministerium für Bildung und Forschung                                        | Bonn                       | Nordrhein-Westfalen         |
| BImA    | Bundesanstalt für Immobilienaufgaben                                                      | Bundesministerium der Finanzen                                                     | Bonn                       | Nordrhein-Westfalen         |
| BLE     | Bundesanstalt für Landwirtschaft und Ernährung                                            | Bundesministerium für Ernährung und Landwirtschaft                                 | Bonn                       | Nordrhein-Westfalen         |
| DNB     | Deutsche Nationalbibliothek                                                               | Beauftragter der Bundesregierung für Kultur und Medien                             | Leipzig, Frankfurt am Main | Sachsen, Hessen             |
| DWD     | Deutscher Wetterdienst (teilrechtsfähig)                                                  | Bundesministerium für Digitales und Verkehr                                        | Offenbach am Main          | Hessen                      |
| DAI     | Deutsches Archäologisches Institut (teilrechtsfähig)                                      | Auswärtiges Amt                                                                    | Berlin                     | Berlin                      |
| VBL     | Versorgungsanstalt des Bundes und der Länder                                              | Bundesministerium der Finanzen und Bundesanstalt für Finanzdienstleistungsaufsicht | Karlsruhe                  | Baden-Württemberg           |

## Rechtsfähige Körperschaften des öffentlichen Rechts
Rechtsfähige Körperschaften des öffentlichen Rechts auf Bundesebene sind in der Regel Träger der Sozialversicherung, beispielsweise:
| Kürzel   | Name                                             | Aufsichtsbehörde                                         | Hauptsitz         | Land                |
| -------- | ------------------------------------------------ | -------------------------------------------------------- | ----------------- | ------------------- |
| BA       | Bundesagentur für Arbeit                         | Bundesministerium für Arbeit und Soziales                | Nürnberg          | Bayern              |
| DRV-Bund | Deutsche Rentenversicherung Bund                 | Bundesamt für Soziale Sicherung                          | Berlin            | Berlin              |
| DRV-KBS  | Deutsche Rentenversicherung Knappschaft-Bahn-See | Bundesamt für Soziale Sicherung                          | Bochum            | Nordrhein-Westfalen |
| UVB      | Unfallversicherung Bund und Bahn                 | Bundesamt für Soziale Sicherung                          | Frankfurt am Main | Hessen              |
| KVB      | Krankenversorgung der Bundesbahnbeamten          | Bundesministerium für Verkehr und digitale Infrastruktur | Frankfurt am Main | Hessen              |

## Ehemalige Bundesbehörden
Folgende nicht abschließende Auflistung zeigt ehemalige Bundesbehörden sowie ihre Nachfolger:
- Bundesamt für Ausrüstung, Informationstechnik und Nutzung der Bundeswehr (BAAINBw) in Koblenz Zusammenschluss von
  - Bundesamt für Wehrtechnik und Beschaffung (BWB) in Koblenz
  - Bundesamt für Informationsmanagement und Informationstechnik der Bundeswehr (IT-AmtBw) in Koblenz
- Bundesamt für das Personalmanagement der Bundeswehr (BAPersBw) in Köln Zusammenschluss von
  - Personalamt der Bundeswehr (PersABw) in Köln
  - Stammdienststelle der Bundeswehr (SDBw) in Köln
- Bundesamt für Infrastruktur, Umweltschutz und Dienstleistungen der Bundeswehr (BAIUDBw) in Bonn vormals
  - Bundesamt für Wehrverwaltung (BAWV) in Bonn
- Bundesamt für zentrale Dienste und offene Vermögensfragen (BADV) in Berlin Zusammenschluss von
  - Bundesamt zur Regelung offener Vermögensfragen (BARoV)
  - Dienstleistungszentrum des Bundesamtes für Finanzen
- Bundesarchiv übernahm ab 17. Juni 2021 die Aufgaben des
  - Bundesbeauftragten für die Unterlagen des Staatssicherheitsdienstes der ehemaligen Deutschen Demokratischen Republik
- Bundesverwaltungsamt (BVA) in Köln
  - Teile Bundesamt für zentrale Dienste und offene Vermögensfragen (BADV) in Berlin (ab 1. Juni 2017)
  - Bundesausgleichsamt (BAA) in Bad Homburg
- Bundeszentralamt für Steuern (BZSt) in Bonn vormals
  - Bundesamt für Finanzen (BAF)
- Bundeszollverwaltung übernimmt die restlichen Mitarbeiter der
  - Bundesmonopolverwaltung für Branntwein
- Bundesanstalt für Immobilienaufgaben (BImA) übernahm die Aufgaben der
  - Bundesvermögensverwaltung sowie einzelne Aufgaben der
  - Bundesanstalt für vereinigungsbedingte Sonderaufgaben (BvS)
- Bundesinstitut für Arzneimittel und Medizinprodukte übernahm die Aufgaben des
  - Deutschen Institut für Medizinische Dokumentation und Information (DIMDI)
- Bundesamts für Bevölkerungsschutz und Katastrophenhilfe (BBK) übernahm die Aufgaben des
  - Bundesamtes für Zivilschutz (BZS)